# Ministerium für Bildung, Kinder und Jugend Luxemburg

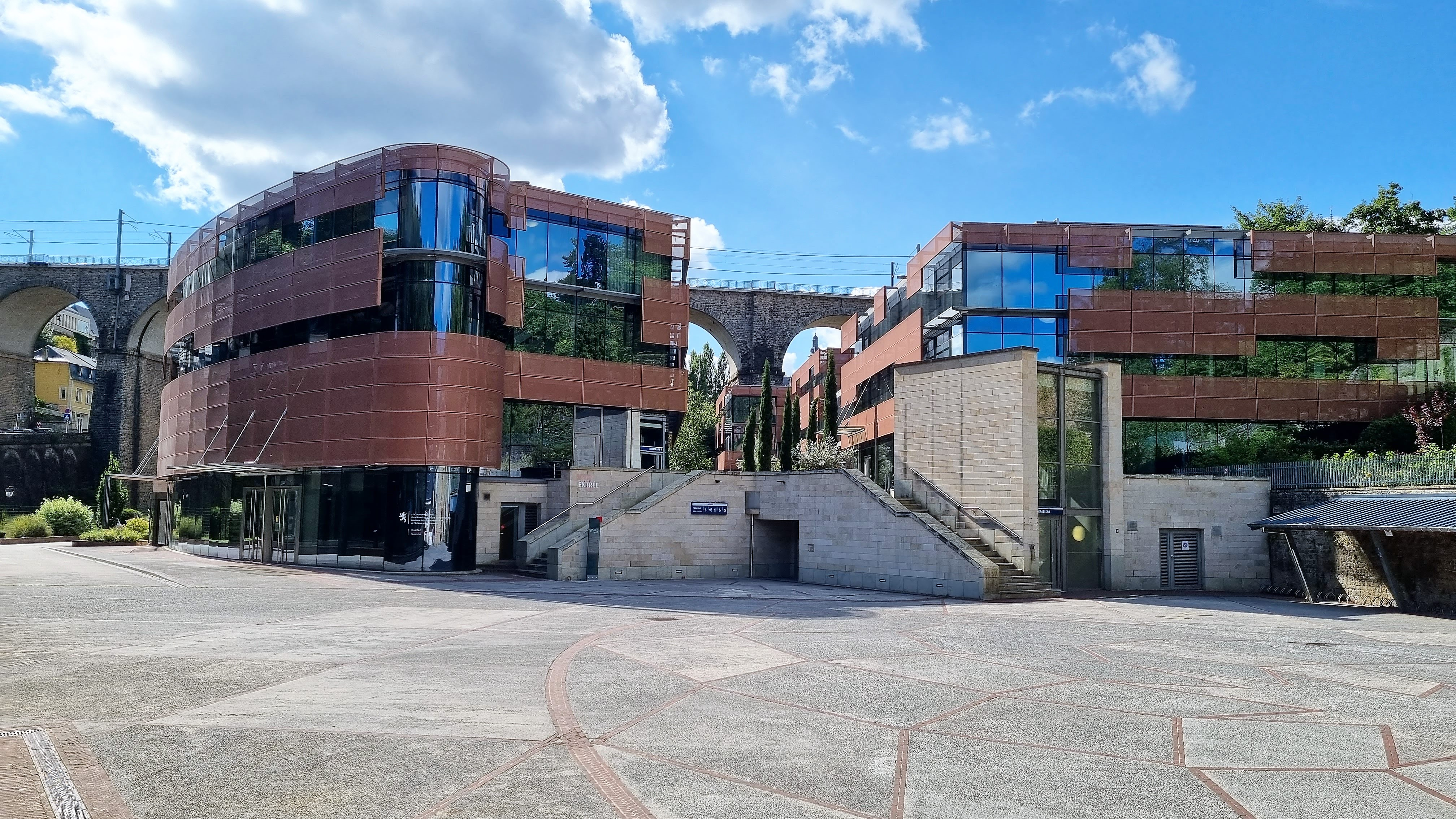
Sitz des Ministeriums in Clausen (altes Areal der Mousel-Brauerei)

Das Ministerium für Bildung, Kinder und Jugend Luxemburg (Ministère de l'Éducation nationale, de l'Enfance et de la Jeunesse) ist für die Umsetzung der politischen Agenda im Großherzogtum Luxemburg für die Bereiche Bildung, Kinder und Jugend zuständig.

## Zuständigkeit des Ministeriums
Die Dienstleistungen und Verwaltungen, die in die Zuständigkeit des Bildungsministeriums fallen, sind im großherzoglichen Erlass vom 28. Mai 2019. festgelegt.
Diese beinhalten:
- Grundschulen,
- Sekundärschulen,
- Musikschulen,
- Berufsausbildung,
- Internate und Unterkünfte für Studierende,
- Adoptionen,
- Förderung der luxemburgischen Sprache

## Liste der Minister
| Minister                | Zeitraum   | Zeitraum   | Partei |
| ----------------------- | ---------- | ---------- | ------ |
| Jean Dupong             | 01/02/1969 | 15/06/1974 | CSV    |
| Robert Krieps           | 15/06/1974 | 16/07/1979 | LSAP   |
| Fernand Boden           | 16/07/1979 | 14/07/1989 | CSV    |
| Marc Fischbach          | 14/07/1989 | 26/01/1995 | CSV    |
| Erna Hennicot-Schoepges | 26/01/1995 | 07/08/1999 | CSV    |
| Anne Brasseur           | 07/08/1999 | 31/07/2004 | DP     |
| Mady Delvaux-Stehres    | 31/07/2004 | 04/12/2013 | LSAP   |
| Claude Meisch           | 04/12/2013 |            | DP     |